# Hiram Bingham
Hiram Bingham (Honolulu, 1875. november 19. – Washington, 1956. június 6.) amerikai tudós, régész, a perui Machu Picchu felfedezője, később az Amerikai Egyesült Államok szenátora (Connecticut, 1924–1933).